# Obrona skandynawska
Obrona skandynawska – otwarcie szachowe charakteryzujące się posunięciami:
- 1.e4 d5

## Opis
Jest to debiut półotwarty. W klasyfikacji encyklopedii otwarć szachowych jest oznaczony kodem ECO B01.
Obronę skandynawską zastosowano w najstarszej znanej partii szachów europejskich, rozegranej około 1475 r. w Walencji. W 1497 r. jej opis znalazł się w książce Luisa Luceny. W XIX wieku analizował ją Carl Jänisch. Dużą popularność zyskała na przełomie XIX i XX wieku. Swoją nazwę zawdzięcza pracom szwedzkich szachistów Ludwiga i Gustafa Collijnów. W 1918 roku monografię otwarcia opublikował Jacques Mieses, który często stosował ten debiut w turniejach i znacząco przyczynił się do rozwoju jego teorii.
W późniejszych latach obrona skandynawska była rzadko stosowana przez czołowych szachistów świata. W 1979 r. w Montrealu Bent Larsen skutecznie zastosował ten debiut w wygranej partii z mistrzem świata, Anatolijem Karpowem (była to jedyna porażka Karpowa w tym turnieju). W 1995 r. obrona skandynawska pojawiła się w meczu o mistrzostwa świata. Viswanathan Anand uzyskał po debiucie dobrą pozycję przeciwko Garriemu Kasparowowi, jednak partię przegrał.

## Warianty

### klasyczny 2.ed5 H:d5
| wariant Miesesa (główny)  | 3.Sc3 Ha5 4.d4 Sf6 5.Sf3 Gf5      |
| wariant Laskera           | 3.Sc3 Ha5 4.d4 Sf6 5.Sf3 Gg4 6.h3 |
| kontrgambit Anderssena    | 3.Sc3 Ha5 4.d4 e5                 |
| gambit Kotrca-Miesesa     | 3.Sc3 Ha5 4.b4                    |
| wariant Gubnickiego-Pytla | 3.Sc3 Hd6                         |

### nowoczesny 2.ed5 Sf6
| gambit islandzki     | 3.c4 e6   |
| gambit skandynawski  | 3.c4 c6   |
| gambit Marshalla     | 3.d4 S:d5 |
| wariant Richtera     | 3.d4 g6   |
| wariant Nimzowitscha | 3.d4 Sc6  |
| wariant portugalski  | 3.d4 Gg4  |
| wariant Burna        | 3.Gb5+    |

## Wybrana literatura
- Ron Harman, Shaun Taulbut (1993), Winning with the Scandinavian, Henry Holt ISBN 0-8050-2935-4
- Michael Melts (2002), Scandinavian Defense: The Dynamic 3...Qd6, Russell Enterprises, ISBN 978-1-888690-11-8
- James Plaskett (2004), The Scandinavian Defence, Batsford, ISBN 0-7134-8911-1
- John Emms (2004), The Scandinavian, 2nd ed.., Everyman Chess, ISBN 1-85744-375-6
- Jerzy Konikowski (2006), Skandinavisch-richtig gespielt, Joachim Beyer Verlag, ISBN 3-88805-421-4
- Jovanka Houska (2009), Starting Out: The Scandinavian, Everyman Chess, ISBN 1-85744-582-1
- Christian Bauer (2010), Play The Scandinavian, Quality Chess, ISBN 978-1-906552-55-8
- Jerzy Konikowski (2019), Obrona skandynawska, Wydawnictwo RM, ISBN 978-83-8151-171-1